# Walther Ploos van Amstel
Jhr. Walther Ploos van Amstel (1962) is een Nederlands bedrijfseconoom, lector City Logistiek, logistiek adviseur en house-deejay.

## Loopbaan
Walther Ploos van Amstel is een van de vier zonen van hoogleraar in de logistiek Rien Ploos van Amstel, en telg van het Ploos van Amstel-geslacht. Hij studeerde bedrijfseconomie aan de Katholieke Universiteit Brabant in Tilburg. Later, in 2002, is hij gepromoveerd aan de Vrije Universiteit Amsterdam onder Lisa van de Bunt met Ad van Goor en Jo van Nunen als copromotor op het proefschrift Het organiseren van logistieke beheersing.
Zijn eerste baan was bij de producent van toiletpapier Edet in 1985. Hij heeft daarna gewerkt voor een producent van was- en reinigingsmiddelen. Vervolgens was hij meer dan 15 jaar werkzaam als organisatieadviseur voor Cap Gemini en KPMG op het gebied van logistiek, supply chain management en internationale distributie. Vanaf 1990 heeft hij tevens in deeltijd gewerkt bij de Hogeschool van Amsterdam en als universitair docent aan de Vrije Universiteit in Amsterdam. Van 2003 tot en met 2010 was hij in deeltijd hoogleraar logistiek aan de Nederlandse Defensie Academie in Breda en Den Helder. Verder doceerde en/of doceert hij aan onder meer aan de Universiteit Nyenrode, de Universiteit van Tilburg, de Universiteit Maastricht, de Universiteit van Amsterdam, de Universiteit van Gent, de Vlerick School of Management, en aan de Vrije Universiteit in Amsterdam. Hij was ook senior adviseur aan de Business Unit Mobiliteit en Logistiek van TNO in Delft.
Op dit moment is hij lector City Logistiek aan de Hogeschool van Amsterdam.
Hij was verder onder meer voorzitter van de jury van de Nederlandse Logistiek Prijs van de Vereniging Logistiek Management, de Expertisegroep Raad voor Verkeer en Waterstaat en de Kennisraad van EVO, coach bij het IMCC en betrokken bij de ontwikkeling van opleidingen bij de Open Universiteit, en de LOI. Hij was commissaris bij Versteijnen Logistics in Tilburg.
Behalve als wetenschapper is jhr. dr. Walther Ploos van Amstel ook actief als house-deejay.

## Publicaties
Ploos van Amstel is auteur van vele boeken en artikelen. Een selectie:
- 1989. Handboek logistiek: logistiek management, material management, fysieke distributie. Met A.J.M. Ebus, A.A. Veldkamp en Hessel Visser (red.). Samsom Bedrijfsinformatie. ISBN 90-6500-060-7
- 1989. Fysieke distributie: denken in toegevoegde waarde. Met Ad van Goor en M.J. Ploos van Amstel. Stenfert Kroese. ISBN 90-207-1790-1
- 1996. Fysieke distributie. Met J. Tuijls (red.). Samsom. ISBN 90-6500-427-0
- 1999. Customer service: winnen met de juiste logistieke servicegraad. Kluwer. ISBN 90-267-2949-9
- 2002. Het organiseren van logistieke beheersing. LEMMA. Proefschrift Vrije Universiteit Amsterdam. ISBN 90-5931-133-7
- 2008. Logistiek. Pearson Prentice Hall. ISBN 978-90-430-1567-7